# Calopertha subretusa
Calopertha subretusa is een keversoort uit de familie boorkevers (Bostrichidae). De wetenschappelijke naam van de soort is voor het eerst geldig gepubliceerd in 1881 door Ancey.